# 权恒
权恒（1989年9月30日—），是一名中国足球运动员。

## 球员生涯
2009年，权恒进入大连实德一线队的球员名单，但未能得到出场机会。同年权恒还代表辽宁省参加全运会足球项目球队获得第四名。
2010年2月，深圳红钻从大连实德以每人两万元的转会费同时引进权恒和宋琛两名球员，权恒与深圳红钻签订五年合同。同年中超联赛第三轮深圳队与南昌八一的比赛中权恒打进全场唯一的进球，上演了"一球成名"的好戏帮助球队全取三分，这场比赛只是权恒职业生涯中第二场中超联赛，权恒就此得到在球队的主力位置。
2011年，随着柳超回归深圳红钻，由于位置重叠，主力地位受到威胁的权恒提出转会申请。深圳红钻最终同意权恒转会到大连阿尔滨，并代表球队参加中甲联赛。
2011年中甲联赛第9轮，大连阿尔滨1-0战貹贵州智诚的比赛中权恒在开赛后40秒就打进全场唯一的进球，这个进球是该赛季中甲联赛的最快进球。